# جونيتشي سوابي
جونيتشي سوابي (諏訪部順一 سوابي جونيتشي) هو مؤدي أصوات ياباني ولد في 29 مارس 1972 في طوكيو.

## أدواره في الأنمي

### مسلسلات أنمي تلفزيونية
- أمير التنس - كيغو أتوبي
- أمير التنس الجديد - كيغو أتوبي
- فيت/ستاي نايت - آرتشر
- فيت/ستاي نايت Unlimited Blade Works - آرتشر
- فيت/أبوكريفا - سيبر الأسود
- البدلة المتنقلة جاندام سيد ديستني - ستينغ أوكلي، ماليك ياردبيردز
- ون بيس - فيرجو
- البدلة المتنقلة جاندام إيج - راكت إلفامل
- جاندام بيلد دايفرز - تايغروولف
- بليتش - غريمجو جاغرجاك
- أماتسوكي - بونتين
- خيميائي الفولاذ - غريد
- مونوكروم فاكتور - شيروغاني
- شاكوغان نو شانا - فرياغني
- شاكوغان نو شانا II - فرياغني
- ناباري نو أو - رايكو شيميزو
- زومبي-لون - رييتشيرو شيبا
- ترينيتي بلاد - كاين نايترود
- نانا - كيوسكي تاكاكورا
- الخادم الأسود - أندرتيكر
- الخادم الأسود 2 - أندرتيكر
- الخادم الأسود Book of Circus - أندرتيكر
- غاد غارد - كاتانا
- دراغونوت -ذا ريزونانس- - غيو
- X - فوما مونو
- فامباير نايت - أكاتسوكي كاين
- فامباير نايت Guilty - أكاتسوكي كاين
- غينتاما - غويمون
- باندورا هارتس - ليام لونيت
- سفن غوست - فراو
- شيكاباني هيمي: أكا - ساداهيرو ميبو
- شيكاباني هيمي: كورو - ساداهيرو ميبو
- بيز جيمر - نوبوتو ناكاجو
- مجرة الحصير - جوغاساكي
- هايسكول أوف ذا ديد - تاكاشي كومورو
- كوتيتسو سانغوكوشي - غان نينغ
- أوبان ستار ريسرز - ريك
- أسطورة الأبطال الأسطوريين - ميران فرواد
- باكومان - شينتا فوكودا، أسد البحر رقم 11 (أسد البحر رقم 11)
- فايري تايل - فريد جاستين
- أوكامي-سان و رفاقها السبعة - شيرو هيتسوجيكاي
- سيكيري Pure Engagement - إيزومي هيغا
- أميرة القناديل - شو كويبوتشي
- أبولو على المنحدر - جونيتشي كاتسوراغي
- ماغي: The Labyrinth of Magic - جميل
- ماغي: The Kingdom of Magic - جميل
- ديفل سرفايفر 2 ذي أنيميشن - ياماتو هوتسوين
- ميداكا بوكس أبنورمال - ماغورو كوروكامي
- عاصفة زيتسوين - ناتسومورا كوساريبي
- كارنفال - أورو
- ديدمان وندرلاند - تسونيناغا تاماكي
- هيوكا - كوناري
- بليزبلو ألتر ميموري - ريليوس كلوفر
- سبيس داندي - داندي
- كرة سلة كوروكو - دايكي آوميني
- طوكيو ريفنز - تشيهيرو موتوبي
- بلاسريتر - ماغوالد زارغين
- التلميذ المتخلف في ثانوية السحر - كاتسوتو جومونجي
- التلميذ المتخلف في ثانوية السحر: الزائرة - كاتسوتو جومونجي
- باراكامون - كاوافوجي
- أحجية الشر - إيسكي إينوكاي
- أوبرا المحققين ميلكي هولمز - الراوي
- يواموشي بيدال - توجي كانزاكي
- يواموشي بيدال GRANDE ROAD - توجي كانزاكي
- يواموشي بيدال NEW GENERATION - توجي كانزاكي
- يواموشي بيدال GLORY LINE - توجي كانزاكي
- يونا فتاة الفجر - جيها
- يوريكوما أراشي - لايف سكسي
- هاناساكو إيروها - تارو جيرومارو
- غانغستا - ووريك آركانجيلو
- غريت تيتشر أونيزوكا - كوجي فوجيوشي
- مغامرة جوجو الغريبة: ستارداست كروسيدرز - تيلينس تي داربي
- مغامرة جوجو الغريبة: الرياح الذهبية - ليوني أباكيو
- أماغي بريليانت بارك - تاكايا كوريسو
- غيت: قوات الدفاع الذاتي تقاتل في أرض غريبة - يوجي إيتامي
- أمراء الغناء 1000% - رين جينغوجي
- أمراء الغناء 2000% - رين جينغوجي
- أمراء الغناء ريفولوشنز - رين جينغوجي
- أمراء الغناء ليجند ستار - رين جينغوجي
- أوشيو و تورا - شينّو
- كيزناييفر - كازوناو يامادا
- أكاديميتي للأبطال - شوتا آيزاوا
- أونميوجي نجم التوأم - سيغن أماواكا
- وورلد تريغر - ماساتاكا نينوميا
- شوكوغكي نو سوما - أكيرا هاياما
- شوكوغكي نو سوما: الطبق الثاني - أكيرا هاياما
- شوكوغكي نو سوما: الطبق الثالث - أكيرا هاياما
- شوكوغكي نو سوما: الطبق الثالث: قطار توتسوكي - أكيرا هاياما
- شوكوغكي نو سوما: الطبق الرابع - أكيرا هاياما
- شوكوغكي نو سوما: الطبق الخامس - أكيرا هاياما
- إيزيتا الساحرة الأخيرة - بيلكمان
- ذي أنليميتد: كيوسكي هيوبو - آندي هينوميا
- دانغانرونبا 3: نهاية أكاديمية قمة الأمل - جوزو ساكاكورا
- غاتشامان كراودز إنسايت - ميليو تورياما
- بونغو ستراي دوغز - ساكونوسكي أودا
- يوري أون آيس - فيكتور نيكيفوروف
- قصص فتيات الديمي - تيتسوؤو تاكاهاشي
- مباحث معجزات الفاتيكان - روبرت نيكولاس
- يونغ بلاك جاك - دكتور كيريكو
- كيلينغ بايتس - الراوي
- توكين رانبو: هانامارو: الموسم الثاني - سينغو موراماسا
- هاكيو هوشين إنغي - غيوكوتي شينجين
- بلاك كلوفر - يامي سكيهيرو
- حرب الكواكب: الأطروحة الجديدة - أمجد
- عروس الساحر - سيث نويل
- غابة البيانو - سوسكي أجينو
- فورتن آرتيريال - إيوري سيندو
- نو غانز لايف - جوزو إينوي
- مكتب نقار الخشب للتحقيق - أوغاي موري
- كارول آند تيوزداي - كايل
- الخطايا السبع المميتة: إعادة إحياء الوصايا - جيفاغو
- غريت بريتيندر - لوران تييري
- جوجوتسو كايسن - ريومين سوكونا
- قسم تصميم الخلق - ميزوشيما
- إبتسمي على منصة العرض - هاجيمي ياناغيدا

### أنمي الإنترنت
- وجبة الغداء في منزل إميا - آرتشر
- مونستر سترايك - مالكوت
- ليفيوس - زاكس كرومويل

### أوفا أنمي
- لاست أوردر: فاينل فانتسي VII - تسينج
- سينت سيا فصل هادس: المعابد الإثنا عشر - سفينكس فارو
- كارنفال فانتازم - آرتشر

### أفلام أنمي
- فيلم شاكوغان نو شانا - فرياغني
- فيت/ستاي نايت: Unlimited Blade Works - آرتشر
- سلسلة أفلام فيت/ستاي نايت Heaven's Feel
  - فيت/ستاي نايت Heaven's Feel: الفصل الأول: presage flower - آرتشر
  - فيت/ستاي نايت Heaven's Feel: الفصل الثاني: lost butterfly - آرتشر
- فاينل فانتسي VII: أدفنت تشيلدرن - تسينج
- باتمان النينجا - ديثستروك

## أدواره في ألعاب الفيديو
- سلسلة ألعاب ستريت فايتر
  - ستريت فايتر IV - فيغا
  - سوبر ستريت فايتر IV - فيغا
  - سوبر ستريت فايتر IV آركيد إديشن - فيغا
  - ألترا ستريت فايتر IV - فيغا
  - ستريت فايتر V - فيغا
- سلسلة ألعاب تيكن
  - تيكن 6 - لارس ألكسندرسون
  - تيكن تاغ تورنمنت 2 - لارس ألكسندرسون
- ستريت فايتر X تيكن - فيغا، لارس ألكسندرسون
- ناروتو شيبودن: ألتيميت نينجا ستورم 2 - لارس ألكسندرسون
- بيرسونا 3 بورتبل - ثيودور
- بيرسونا 4 أرينا ألتيماكس - ثيودور
- بيرسونا Q شادو أوف ذا لابيرينث - ثيودور
- فاينل فانتسي X - سيمور غوادو
- تيلز أوف إكسيليا 2 - كرونوس
- كرة سلة كوروكو: روابط المستقبل - دايكي آوميني
- أسوراز راث - ياشا
- جوجوز بيزار أدفنتشر: أول ستار باتل - تيلينس تي داربي
- فيت/إكسترا - آرتشر (شخصية اللاعب)
- فيت/إكستيلا: ذي أمبرال ستار - بلا اسم
- سلسلة ألعاب غيلتي جير
  - غيلتي جير XX - فينوم (Λ CORE)
  - غيلتي جير Xrd - فينوم
- سلسلة ألعاب إس دي جاندام جي جينيريشن
  - إس دي جاندام جي جينيريشن أوفر وورلد - مارك غيلدر
- X: القرار المصيري - فوما مونو
- أكاديميتي للأبطال: باتل فور أول - شوتا آيزاوا
- ماي هيرو ونز جاستيس - شوتا آيزاوا
- ماي هيرو ونز جاستيس 2 - شوتا آيزاوا

## أدواره في الدبلجة اليابانية
- ترانسفورمرز أنيميتد - سنتينل برايم
- باتمان: الجرأة و الشجاعة - فانتوم سترينجر، أبراكادابرا
- ثندربولت فانتسي - شانغ بوهوان
- ثندربولت فانتسي 2 - شانغ بوهوان
- ثندربولت فانتسي: سيف الحياة والموت - شانغ بوهوان

## وصلات خارجية
- جونيتشي سوابي على موقع IMDb (الإنجليزية)
- جونيتشي سوابي على موقع ميوزك برينز (الإنجليزية)
- جونيتشي سوابي على موقع قاعدة بيانات الفيلم (الإنجليزية)
- جونيتشي سوابي على موقع ANN person (الإنجليزية)